# Serguéievka (Saràtov)
|  | Per a altres significats, vegeu «Serguéievka». |

Serguéievka (en rus: Сергеевка) és un poble de l'óblast de Saràtov, a Rússia, segons el cens del 2010 tenia 89 habitants. Pertany al districte municipal d'Arkadak.